# Marc van Eijk
Marc van Eijk (Paramaribo; 5 de noviembre de 1981) es un futbolista profesional de Surinam nacionalizado neerlandés. Hizo su debut profesional como jugador en 1998 con el SC Heerenveen de la Eredivisie de los Países Bajos.

## Clubes como jugador
| Club           | País         | Año       |
| -------------- | ------------ | --------- |
| SC Heerenveen  | Países Bajos | 1998–2002 |
| BV Veendam     | Países Bajos | 2002–2003 |
| SC Heerenveen  | Países Bajos | 2003–2004 |
| Doxa Drama     | Grecia       | 2004–2005 |
| Almere City    | Países Bajos | 2005      |
| Meppeler SC    | Países Bajos | 2006-2008 |
| WKE Emmen      | Países Bajos | 2006–2008 |
| MVV Alcides    | Países Bajos | 2008–2010 |
| FVC Leeuwarden | Países Bajos | 2010-2011 |